# Opogona autophyta
Opogona autophyta är en fjärilsart som beskrevs av Edward Meyrick 1915. Opogona autophyta ingår i släktet Opogona och familjen äkta malar. Inga underarter finns listade i Catalogue of Life.